# Вацов, Спас
Спас Вацов Киров (болг. Спас Вацов Киров; 18 мая 1856, Пирот — 2 февраля 1928, София) — болгарский метеоролог, климатолог и сейсмолог, основоположник метеорологии и сейсмологии в Болгарии, глава Дирекции по делам метеорологии (занимал пост с 1890 года вплоть до своей смерти). Считается одним из известнейших основоположников естественных наук в Болгарии.

## Биография
Родился в 1856 году в Пироте, окончил там гимназию. Учился позднее в гимназии в Загребе. Изучал физику и математику в Загребском университете (окончил его в 1880 году). По возвращении в Болгарию стал директором гимназии в Ломе (1881—1882) и чиновником Министерства народного просвещения. В 1890 году было образовано министерство по делам Центральной метеорологической станции в Софии, главой которого он стал, а с 1894 года министерство стало Дирекцией по делам метеорологии при Министерстве народного просвещения. Вацов возглавлял его до своей смерти в 1928 году. Уже после его смерти в 1950 году дирекция была разделена собственно на метеорологическую и сейсмологическую службы.
В 1884 году Вацов стал членом Болгарского книжного общества (ныне Болгарская академия наук), в 1917—1918 годах был членом Поморавского народно-просветительного комитета. Вацов написал несколько книг, в том числе и ряд школьных учебников по физике (позднее они неоднократно переиздавались) для школ, гимназий и технических училищ. Также его перу принадлежат данные о наблюдении за погодой в крупнейших городах Софии; серия научных статей, описывающих метеорологические явления, и даже сборник болгарских народных примет погоды. Именем Вацова названа одна из улиц в Софии.